# 宮山站
宮山站（日语：／ Miyayama eki */?）是一個位於神奈川縣高座郡寒川町宮山，屬於東日本旅客鐵道（JR東日本）相模線的鐵路車站。

## 車站構造
側式月台1面1線的地上車站。為委託經營站。設自動售票機、簡易Suica改札機。是最接近寒川神社的車站，年末年始的参拜時間使用者很多。
| 月台 | 路線    | 方向     | 目的地                 |
| ---- | ------- | -------- | ---------------------- |
|      | ■相模線 | 下行     | 厚木、橋本、八王子方向 |
| 上行 | ■相模線 | 茅崎方向 |                        |

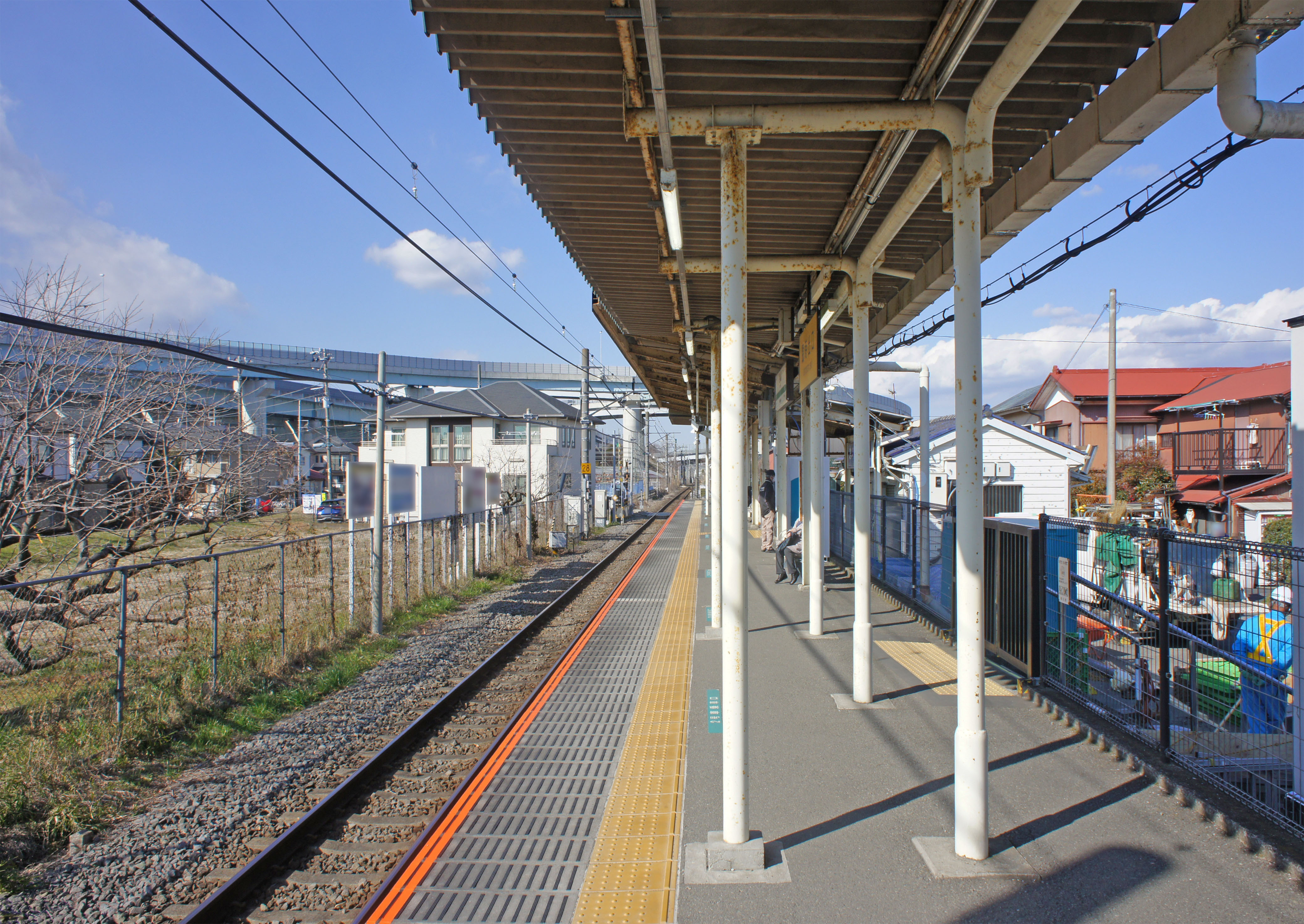
月台(2022年2月)

## 使用情況
2014年度的1日平均上車人次為2,210人。
近年的1日平均上車人次如下表。
| 年度               | 1日平均 上車人次 |
| ------------------ | ---------------- |
| 1995年（平成07年） | 1,725            |
| 2000年（平成12年） | 1,568            |
| 2001年（平成13年） | 1,602            |
| 2002年（平成14年） | 1,654            |
| 2003年（平成15年） | 1,704            |
| 2004年（平成16年） | 1,741            |
| 2005年（平成17年） | 1,856            |
| 2006年（平成18年） | 1,901            |
| 2007年（平成19年） | 1,999            |
| 2008年（平成20年） | 2,098            |
| 2009年（平成21年） | 2,020            |
| 2010年（平成22年） | 2,002            |
| 2011年（平成23年） | 2,043            |
| 2012年（平成24年） | 2,133            |
| 2013年（平成25年） | 2,228            |
| 2014年（平成26年） | 2,210            |

## 車站周邊
- 寒川神社 - 相模國一之宮
- 相模川
  - 寒川淨水場
  - 川公園
- 森病院(舊稱：皆川記念病院)
- 株式會社
- 河西工業株式會社

## 历史
- 1931年7月1日 由於寒川神社與附近住民的請願而開業。

## 相鄰車站
東日本旅客鐵道（JR東日本）
■相模線
寒川－宮山－倉見

## 外部連結
- 車站資訊（宮山）：東日本旅客鐵道

35°22′56.2″N 139°22′47.1″E / 35.382278°N 139.379750°E